# Chulalongkorn
Chulalongkorn el Grande o Rama V (de nombre real Phra Chula Chomklao Chaoyuhua, en tailandés: พระบาทสมเด็จพระจุลจอมเกล้าเจ้าอยู่หัว) (Bangkok, 20 de septiembre de 1853 – 23 de octubre de 1910) fue el quinto rey de la dinastía Chakri de Tailandia, entonces conocida como Siam. Es considerado uno de los más grandes soberanos de Tailandia y el hombre que introdujo al país en el mundo moderno.

## Biografía
Nacido el 20 de septiembre de 1853, hijo del rey Mongkut (Rama IV) y de la reina Debsirinda, recibió una amplia formación, incluyendo clases particulares de prestigiosos profesores como Anna Leonowens, tema en el que se basó libremente la película Anna and the King. Fue el último monarca tailandés en recibir su educación formal completa dentro del país. Acorde a la tradición, fue obligado a iniciarse como monje budista cuando tenía quince años, pero debió abandonar apenas falleció su padre.

### Reinado
Sucedió a Mongkut oficialmente el 1 de octubre de 1868 pero bajo la regencia de Si Suriyawongse durante cuatro años, cuando visitó los territorios de Java y Singapur en 1871 y más tarde India, donde conoció la política internacional colonialista, principalmente de los países europeos. También visitó Malasia, Birmania y Bali (actualmente Indonesia).

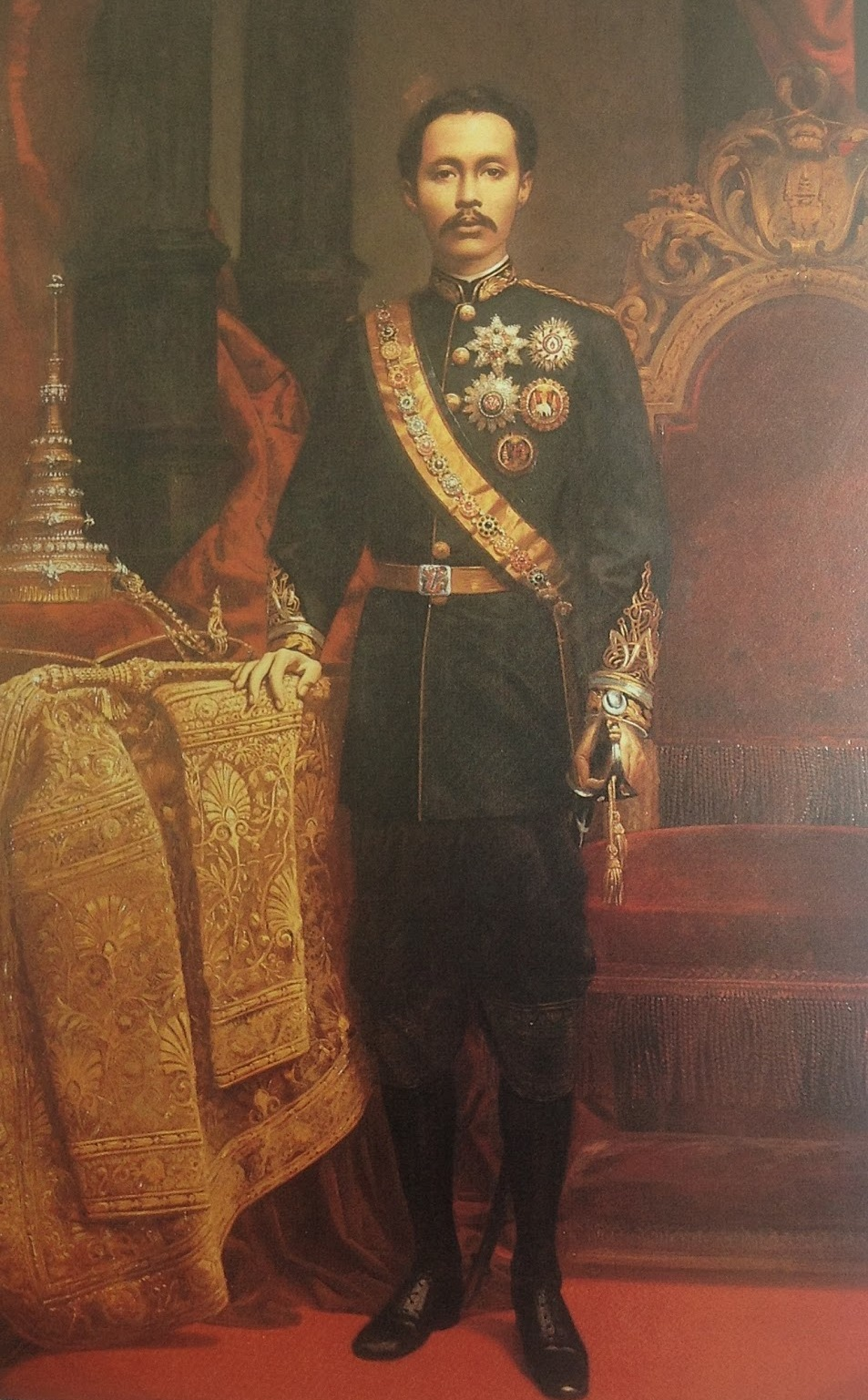
Retrato del rey Rama V.

Luego de ser ordenado monje budista, el 16 de noviembre de 1873 fue de nuevo coronado y reconocida su mayoría de edad para gobernar como soberano de Tailandia. Durante la época contuvo los deseos de expansión colonial de Francia y de Gran Bretaña en el sudeste asiático, y finalmente consiguió sostener la independencia de Tailandia —que nunca en su historia fue colonizada por potencias europeas—, aunque hubo de ceder a franceses y británicos algunos territorios como Laos, Camboya y zonas al norte de Malasia.
Chulalongkorn fue el primer rey tailandés en visitar el continente europeo. En su primer periplo, en 1897, durante algo más de ocho meses visitó el Reino Unido, Francia, Dinamarca, Suecia, Bélgica, Italia, Austria, Hungría, España, los Países Bajos, Mónaco, Portugal, Rusia, Suiza, Alemania y Egipto. Su segundo viaje por Europa abarcó ocho países, comenzó el 27 de marzo de 1907 y culminó el 6 de noviembre.
Decidido a modernizar el país, el rey Chulalongkorn contrató expertos extranjeros para agilizar la transición de los métodos antiguos a los nuevos, hasta que los tailandeses adoptaran los conocimientos necesarios para encargarse por sí mismos de las distintas áreas de la administración pública. Sin embargo, eligió contratar a profesionales de distintas nacionalidades para cada tarea: británicos para la hacienda pública y el sistema educativo, alemanes para el correo y el ferrocarril, daneses como consejeros navales, y americanos, belgas y franceses mayormente para asistir las reformas legales; de este modo Chulalongkorn se aseguraba que ningún país lograra suficiente poder para desafiar la autoridad tailandesa e intentar dominar el reino,tomando en parte como modelo de modernización al Japón de la Era Meiji al tratarse de otro país asiático que asumía los métodos occidentales en su administración y economía.

### Esposas e hijos
El rey Chulalongkorn tenía cuatro esposas, sus media hermanas —hijas de Mongkut— Saovabha Bhongsi (เสาวภาผ่องศรี), Savang Badana (สว่างวัฒนา), Sunandha Kumariratana (สุนันทากุมารีรัตน์) y Sukhumala Marasri (สุขุมาลมารศรี), además de 32 consortes. Tuvo 77 hijos (33 varones y 44 niñas) y fue sucedido en el trono por el segundo de ellos, Vajiravudh (Rama VI), hijo de Saovabha.
Los 19 hijos varones de Chulalongkorn que alcanzaron la edad escolar estudiaron en Inglaterra, y algunos continuaron su educación en ciudades extranjeras como San Petersburgo o Berlín. El príncipe Ratburi estudió leyes en la Universidad de Oxford y luego fue ministro de Justicia de Tailandia, entre 1897 y 1910, así como se convirtió en eje fundamental de la reforma legal del país.

### Fallecimiento
Murió el 23 de octubre de 1910 a causa de una enfermedad crónica de riñones, y sus cenizas se conservan en el salón principal de Wat Benchamabophit (Templo de Mármol), en el distrito Dusit de Bangkok. El día de su fallecimiento fue instituido fiesta nacional en Tailandia.

## Legado
Muchas de las reformas políticas instauradas por Chulalongkorn convirtieron a Tailandia en un país moderno, a la semejanza del mundo occidental. El historiador David K. Wyatt aseguró que su reinado significó «el quiebre definitivo entre el viejo Siam y la nueva Tailandia».
En 2001 fue considerado por la Unesco como una personalidad excepcional en los campos de la educación, la cultura, la ciencia, el desarrollo social, la antropología y las comunicaciones.
En el interior inició un proceso de reformas desde las viejas estructuras económicas feudales y de gobierno absoluto del monarca hacia un modelo social más abierto y la formación de un gobierno o gabinete destinado a ejecutar un programa de modernización. Declaró la amnistía de los presos políticos, abolió la esclavitud y organizó el territorio en provincias y distritos, en un conjunto de reformas que permitió que los señores de los distintos territorios perdieran poder frente a la administración central.

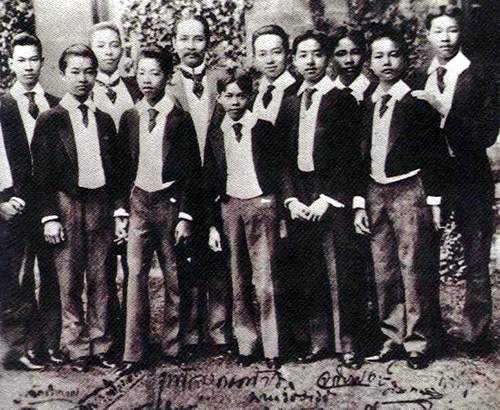
El rey con algunos de sus hijos en Inglaterra.

En marzo de 1890 ordenó la construcción del primer ferrocarril del país que uniría Bangkok con Ayutthaya y Nakhon Ratchasima, declaró una libertad parcial de prácticas religiosas al permitir que el islam y el cristianismo fueran cultos públicos autorizados, introdujo el sistema monetario moderno (con el baht como moneda oficial) y el calendario occidental (que aún coexiste con el calendario solar tailandés) y encabezó una reforma de las leyes para garantizar un sistema jurídico justo e imparcial.
También inauguró escuelas en todo el país y proclamó las mismas oportunidades de educación para todos los niños tailandeses, así como construyó hospitales públicos con tratamientos médicos modernos, en reemplazo de las antiguas curas tradicionales que hasta entonces eran la práctica habitual en el reino.
Luego de visitar Francia, el propio rey encomendó su estatua ecuestre, la cual fue erigida en inmediaciones del Palacio de Dusit e inaugurada el 11 de noviembre de 1908. Fue el primer monumento dedicado a un monarca tailandés.
Chulalongkorn también fue escritor, y publicó libros de historia tailandesa, sobre la cultura de los pueblos del sur del país y una obra que describe las ceremonias reales anuales. Una de sus obras más reconocidas es Songthalaeng phraboromaratchathibai kaekhai kanpokkhrong phaendin (Discurso de explicación de las reformas gubernamentales), de 1888.